# Reino de Wessex
El Reino de Wessex (en anglosajón, Ƿestseaxna Rīce) fue uno de los siete reinos principales que precedieron al reino de Inglaterra. El nombre deriva de West Saxons y estaba situado en el suroeste de Inglaterra. Existió como reino desde el siglo VI hasta el surgimiento del Reino de Inglaterra en el siglo IX, y como condado desde 1016 hasta 1066. Wessex fue, precisamente, el reino que consiguió unificar Inglaterra al someter a los demás reinos anglosajones bajo su soberanía. Wessex no ha vuelto a tener una existencia oficial desde entonces pero permanece como un término familiar. Se suele asociar con las novelas y poesías de Thomas Hardy y hay quien propugna que sea restaurado como una región de Inglaterra.

## Historia

### Fundación del Reino
Según la Crónica Anglosajona, Wessex fue fundado por Cerdic y Cynric, aunque los hechos relatados por la crónica son considerados como dudosos. Evidencias arqueológicas apuntan a que el reino se pudo originar en la región del alto Támesis y en el área de Cotswolds y que el mito de creación del reino pudo ser propaganda política creada con posterioridad para justificar la invasión de las provincias jutas del sur de Hampshire y la Isla de Wight. 

### Resto de la historia
El primer hecho referente a la historia de Wessex que puede ser considerado como histórico es el bautismo del rey Cynegils hacia el año 640.
Wessex expandió sus fronteras y chocó con sus vecinos, especialmente con el reino celta de Dumnonia (situado en los actuales condados de Devon y Cornualles), al que acabó subyugando. Otro enemigo de Wessex fue el reino anglosajón de Mercia. Cuando el rey Egberto derrotó a Mercia en 825 y Northumbria admitió la supremacía de Wessex en 829, Egberto se proclamó primer rey de Inglaterra.
Wessex creó un sistema integrado de pueblos fortificados o burgos (llamados burhs) que fueron establecidos durante el reinado de Alfredo el Grande. Estas fortificaciones impidieron que los invasores daneses conquistaran en 870 el sur de Inglaterra. Las fortificaciones estaban distribuidas de tal forma que ningún habitante del reino estaba a más de un día de caballo de un lugar seguro.
Las principales poblaciones de Wessex era antiguos asentamientos de origen romano como Dorchester o Winchester, que Alfredo convirtió en su capital en 871 y nuevos burgos fundados como Wallingford.
Fue el único reino anglosajón que pudo sobrevivir la embestida de los daneses. Desde allí se emprendió la reconquista anglosajona de los territorios perdidos una vez que Alfredo el Grande acabó definitivamente con el intento de conquista danés de Wessex en la batalla de Edington (878). Esa tarea, que empezó Alfred desde entonces, continuó durante el reinado de Eduardo el Viejo. Finalmente Wessex terminó la tarea de unificar toda Inglaterra bajo su mando en el 927 durante el reinado de Aethelstan, que, desde entonces, se convirtió en el rey de todos los anglosajones. Eso fue el fin de Wessex como reino y también el comienzo del reinado de Athelstan como rey de Inglaterra.
Hay alguna evidencia de que la monarquía de Wessex no era estrictamente hereditaria.